# В’язище (Новгородська область)
В'язище (рос. Вязище) — присілок в Солецькому районі Новгородської області Російської Федерації.
Населення становить 49 осіб. Входить до складу муніципального утворення Горське сільське поселення.

## Історія
Від 2005 року входить до складу муніципального утворення Горське сільське поселення

## Населення
| 2010 |
| ---- |
| 49   |

## Персоналії
Уродженкою присілка є Хаблова Агнія Іванівна (1919—2009) — медична сестра, нагороджена медаллю імені Флоренс Найтінгейл.